# Cab (Mietfahrzeug)
Cab in der englischen Sprache war ursprünglich eine Kurzbezeichnung für eine Mietkutsche für Einzelfahrten, später für ein Automobil, das im Taxidienst eingesetzt wird. Die Verkürzung von Cabriolet (ursprünglich zweirädriger, zwei- oder dreisitziger Pferdewagen) wurde in Kombination mit weiteren Wörtern begriffsbildend für mehrere Taxifahrzeugformen und war dann als Verkürzung Cab jeweils begriffsbildend für neue Wörter.
- Den Anfang machte Hackney Cab, wobei Hackney für eine englische Pferderasse steht. Diese mittelgroßen Pferde, ursprünglich (ab 1300) als Reitpferde für Damen gezüchtet, waren später die bevorzugte Rasse zum Bespannen von kleinen Kutschen zum Personentransport. Seit 1588 in London die ersten vier für Einzelfahrten mietbaren Kutschen angeboten wurden, wurden diese Hackney Cabriolet (zweirädrig) oder Hackney Carriage (vierrädrig) genannt. Auch Hackney das zweite Wort der Zusammensetzung steht im Englischen neben der ursprünglichen Bedeutung als Kurzwort für Taxi.

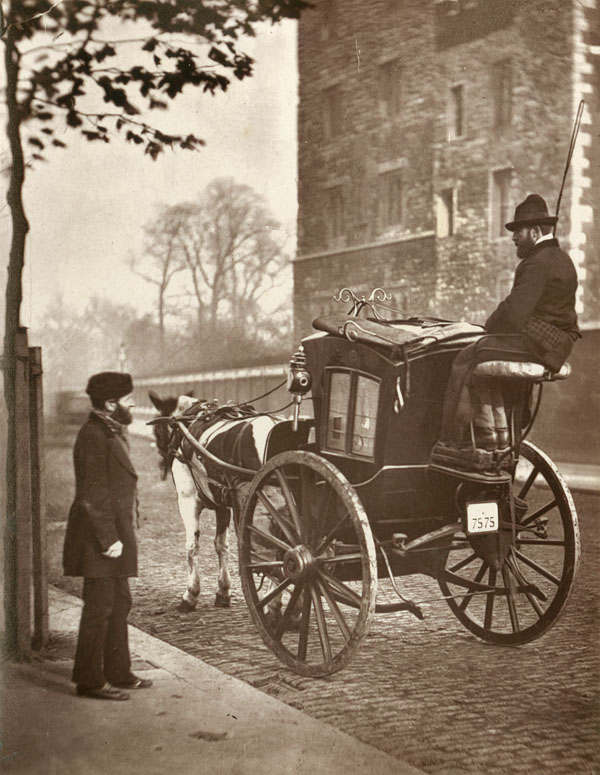
Ein Hansom cab 1877 in London

- Joseph A. Hansom (1803–1882) entwickelte eine zweisitzige, nach vorne offene Kutsche, die er sich 1834 patentieren ließ, bei der der Kutscher erhöht hinter dem Verdeck saß und die wesentlich sicherer konstruiert war als die traditionelle Kutschbauform der Hackney Cabs. Als Hansom Cabs prägten sie das Straßenbild des viktorianischen London. Wie beim ersten Wort, wurde Hansom und Cab als Kurzform verwendet.
- Taxicab wiederum war eine ursprünglich amerikanische Zusammensetzung von französisch Taximeter mit Cab und bezeichnete Mietkutschen für Einzelfahrten (vgl. oben) bei denen der Preis (Taxe) nach der Fahrtstrecke berechnet wird. Im Deutschen übernimmt die Verkürzung Taxi (von Taximeter) die gleiche sprachliche Funktion wie im Englischen Cab.
- Yellow Cab steht für die gelben Taxis in New York, die wiederum stilbildend wurden für die Taxiflotten in vielen anderen amerikanischen Städten.
- London Cab steht für Taxis, die den Zulassungsvorschriften in London entsprechen. Als dort zeitweise nur ein Modell den Markt beherrschte stand der Begriff auch umgangssprachlich für dieses Modell bzw. die Baureihe des Herstellers.
- Checker Cab (kurz Checker) war ein Pkw-Modell, das von der Plancherel Checker Cab Manufacturing Company (später Checker Motors Corporation) in Kalamazoo, Michigan, für das Taxigewerbe entwickelt und produziert wurde.

Siehe auch
Kabriolett über das ursprüngliche «cabriolet» (Pferdefuhrwerk) 